# Meddybemps
Meddybemps es un pueblo ubicado en el condado de Washington en el estado estadounidense de Maine. En el Censo de 2010 tenía una población de 157 habitantes y una densidad poblacional de 3,77 personas por km².

## Geografía
Meddybemps se encuentra ubicado en las coordenadas 45°2′55″N 67°21′19″O / 45.04861, -67.35528. Según la Oficina del Censo de los Estados Unidos, Meddybemps tiene una superficie total de 41.62 km², de la cual 33.95 km² corresponden a tierra firme y (18.42%) 7.67 km² es agua.

## Demografía
Según el censo de 2010, había 157 personas residiendo en Meddybemps. La densidad de población era de 3,77 hab./km². De los 157 habitantes, Meddybemps estaba compuesto por el 99.36% blancos, el 0% eran afroamericanos, el 0% eran amerindios, el 0% eran asiáticos, el 0% eran isleños del Pacífico, el 0.64% eran de otras razas y el 0% pertenecían a dos o más razas. Del total de la población el 0% eran hispanos o latinos de cualquier raza.